# Wiesław Żurawski
Wiesław Żurawski (Dziadek; ur. 1914, zm. 16 kwietnia 1979) – polski historyk, współautor kompendiów na temat dziejów Polski i świata, wieloletni nauczyciel historii i języka polskiego w Gimnazjum i Liceum im. Tadeusza Reytana, Gimnazjum i Liceum im. Tadeusza Czackiego oraz Gimnazjum i Liceum im. Jana Zamoyskiego w Warszawie.

## Życiorys
Wychował się w Warszawie w rodzinie o tradycjach patriotycznych (pradziadek ze strony matki uczestniczył w powstaniu listopadowym i powstaniu styczniowym). W latach 1925–1928 uczęszczał do Gimnazjum im. Tadeusza Czackiego, a następnie do Gimnazjum im. Tadeusza Reytana, gdzie w 1934 roku uzyskał maturę. Absolwent studiów historycznych na Uniwersytecie Warszawskim (praca magisterska o marszałku wielkim koronnym Janie Firleju). W latach 1938–1939 nauczyciel Gimnazjum i Liceum im. Tadeusza Czackiego oraz Gimnazjum im. Jana Zamoyskiego. W okresie II wojny światowej uczestniczył w tajnym nauczaniu w działającym w konspiracji Gimnazjum im. Jana Zamoyskiego. W 1945 roku podjął pracę w Gimnazjum i Liceum im. Tadeusza Reytana jako nauczyciel historii. Uczył w nim również języka polskiego. Wypowiadał się na łamach prasy na temat programu nauczania historii w szkolnictwie. W 1978 roku otrzymał Krzyż Kawalerski Orderu Odrodzenia Polski za wielki wkład w wychowanie młodzieży szkolnej i zasługi dla oświaty.
Na wiosnę 1977 roku siedmiu nauczycieli Reytana (m.in. Ireneusz Gugulski, Stefania Światłowska, Anna Modrzejewska i Wojciech Fałkowski) podpisało list w sprawie powołania specjalnej komisji sejmowej dla zbadania wydarzeń czerwcowych 1976. Decyzją władz oświatowych profesorowie mieli zostać przeniesieni do innych szkół, a Wiesław Żurawski, który wprawdzie petycji nie podpisał, ale wspierał protestujących nauczycieli – na emeryturę. Po ciężkiej chorobie zmarł w Wielkanoc 1979 roku. Pochowany na cmentarzu Powązkowskim w Warszawie (kwatera 271, rząd I, grób 4).
Uczniami i wychowankami Wiesława Żurawskiego byli m.in. Andrzej Ajnenkiel, Jerzy Axer, Jacek Banaszkiewicz, Adam Boniecki, Jolanta Choińska-Mika, Jerzy Korolec, Tadeusz Stefan Jaroszewski, Marek Kazimierz Kamiński, Sławomir Mazurek. Jerzy Okulicz-Kozaryn, Jerzy Pieńkos, Henryk Samsonowicz, Wojciech Tygielski, Cezary Wodziński, Ryszard Wołoszyński.

## Publikacje książkowe
Współautor książek Tysiąc lat dziejów Polski (wraz z Władysławem Kurkiewiczem i Adamem Tatomirem), wyd. LSW 1961, 1962, 1967, 1974, 1979, oraz Dzieje świata. Chronologiczny przegląd najważniejszych wydarzeń (wraz ze Stanisławem Arnoldem, Władysławem Kurkiewiczem i Adamem Tatomirem), wyd. LSW 1972, 1976, 1981, 1982, 1990, wyd. Bellona 1996.

## Odznaczenia i wyróżnienia
Odznaczony Krzyżem Kawalerskim Orderu Odrodzenia Polski (1978), Złotym Krzyżem Zasługi, Medalem 10-lecia Polski Ludowej i innymi odznaczeniami. Wyróżniony Nagrodą Ministra Oświaty i Wychowania I stopnia.

## Wspomnienia uczniów
„W Reytanie mieliśmy świetnego historyka – Wiesława Żurawskiego. Wykładał „z głowy”, a potem z bolesną miną zapowiadał: „Zobaczmy, co na ten temat mówi nasz podręcznik”, i czytał bez komentarza. Rozumieliśmy” (Adam Boniecki).
„W warszawskim liceum im. Tadeusza Reytana miałam fantastycznego nauczyciela, pana profesora Wiesława Żurawskiego, który pokazał, jak fascynującą, logiczną zagadką może być historia; jak wiele z tych rzeczy, których uczymy się na innych, ścisłych przedmiotach jest znakomitym narzędziem w uprawianiu historii” (Jolanta Choińska-Mika).
„Wielki wpływ na moje zainteresowania mieli również wspaniali nauczyciele historii w Liceum im. Tadeusza Reytana w Warszawie – profesorowie Żurawski i Ostrowska” (Krzysztof Jaworowski).
„W sensie poznawczym to lekcje z nim były bardzo ciekawe. On dosyć szybko omijał cały ten okres historii starożytnej, uważał, że tego możemy nauczyć się sami z podręczników i uczył nas historii Polski. Uczył nas wykładając, tak się poznawało prawdziwą historię Polski” (Sławomir Mazurek).